# Iglesia de Santa Eulalia (Belandia)
La iglesia de Santa Eulalia es un edificio situado en la entidad de población española de Belandia, en la provincia de Vizcaya.

## Descripción
El edificio se encuentra en la entidad de población española de Belandia, del municipio de Orduña, perteneciente a la provincia de Vizcaya, en la comunidad autónoma del País Vasco. Se menciona como iglesia parroquial del lugar en el decimoquinto volumen del Diccionario geográfico-estadístico-histórico de España y sus posesiones de Ultramar de Pascual Madoz, donde aparece descrita con las siguientes palabras: «igl. parr. (Sta. Eulalia) servida por 2 beneficiados; cementerio contiguo á á la misma».